# オキシクロザニド
オキシクロザニド（英：Oxyclozanide）はサリチルアニリド系駆虫薬である。主にウシ、ヒツジ、ヤギなどの家畜の反芻動物の肝蛭症の治療や予防に使用される。主に吸虫の酸化的リン酸化を阻害することにより作用する 。条虫治療薬であるニクロサミドとともに、「メチシリン耐性黄色ブドウ球菌（MRSA）に対してin vivo及びin vitroで強い活性」を示すことが最近判明した。
「Pentaclosamide」とされることもある： CN101891646。